# The Capture (serie televisiva)
The Capture è una serie televisiva britannica creata e scritta da Ben Chanan. La serie ha debuttato su BBC One il 3 settembre 2019.
Nel giugno 2020 la serie è stata rinnovata per una seconda stagione. La seconda stagione è stata trasmessa dal 28 agosto al 12 settembre 2022. Nell'aprile 2025 BBC ha rinnovato la serie per una terza stagione.

## Trama
Dopo essere stato assolto per un crimine di guerra in Afghanistan, l'ex caporale Shaun Emery del Corpo delle Forze Speciali del Regno Unito si ritrova accusato di rapimento e omicidio verso il proprio avvocato Hannah Roberts, comprovato da immagini rilevanti della CCTV. Mentre Emery lavora per ripulire la propria reputazione, l'ispettore Rachel Carey avvia una procedura d'ordine accelerata per omicidio e grave reato che fa riaffiorare una complessa teoria di cospirazione nei confronti di Emery, mettendo in discussione la validità del filmato. 

## Episodi
| Stagione         | Episodi | Prima TV Regno Unito | Pubblicazione Italia |
| ---------------- | ------- | -------------------- | -------------------- |
| Prima stagione   | 6       | 2019                 | 2020                 |
| Seconda stagione | 6       | 2022                 | inedita              |

## Personaggi e interpreti

### Principali
- Rachel Carey, interpretata da Holliday Grainger.
Ispettore.
- Patrick Flynn, interpretato da Cavan Clerkin.
Sergente.
- Nadia Latif, interpretata da Ginny Holder.
Sergente.
- Danny Hart, interpretato da Ben Miles.
Comandante.
- Frank Napier, interpretato da Ron Perlman.
Capo della sezione della CIA.
- Gemma Garland, interpretata da Lia Williams.
Sovrintendente dell'unità investigativa.
- Tom Kendricks, interpretato da Nigel Lindsay.
Ispettore capo.
- Abigail Carey, interpretata da Daisy Waterstone.
Sorellastra di Rachel.
- Phillips, interpretato da Peter Singh.
Ispettore.

### Stagione 1
- Shaun Emery, interpretato da Callum Turner.
Vice caporale.
- Karen Merville, interpretata da Sophia Brown.
Ex fidanzata di Shaun.
- Marcus Levy, interpretato da Paul Ritter.
- Jessica Mallory, interpretata da Famke Janssen.
Consulente della CIA.
- Alec Boyd, interpretato da Ralph Ineson.
Ispettore capo.
- Hannah Roberts, interpretata da Laura Haddock.
Avvocata di Emery.
- Charlie Hall, interpretato da Barry Ward.
Legale di Emery.
- Matt, interpretato da Tommy McDonnell.
Migliore amico di Shaun.
- Eddie Emery, interpretato da Alan Williams.
Padre di Shaun.

### Stagione 2
- Isaac Turner, interpretato da Paapa Essiedu.
Ministro della sicurezza e parlamentare per Hazlemere meridionale.
- Khadija Khan, interpretata da Indira Varma.
Conduttrice di Newsnight.
- Rowan Gill , interpretato da Andy Nyman.
Segretario dell'interno.
- Yan Wanglei, interpretato da Rob Yang.
Presidente della società cinese di intelligenza artificiale XANDA.
- Simone Turner, interpretata da Charlie Murphy.
Moglie di Isaac.
- Chloe Tan, interpretata da Tessa Wong.
- Rhys Edwards, interpretato da Harry Michell.
Assistente politico.
- Aliza Clarke, interpretata da Natalie Dew.
Assistente politico.
- Gregory Knox, interpretato da Joseph Arkley.
CEO di Truro Analytics.
- Anthony Reed, interpretato da Angus Wright.
Corrispondente della BBC.

## Accoglienza

### Critica
La prima stagione della serie ha ricevuto recensioni positive dalla critica. Rotten Tomatoes riporta il 92% delle recensioni professionali positive, con un voto medio di 8,10 su 10 basato su 39 critiche. Il consenso critico del sito web indica: «Coinvolgente fino alla fine, la solida tensione di The Capture culmina in un'avvincente rivitalizzazione di un genere apatico.» Metacritic ha assegnato un punteggio di 72 su 100 basato su 20 recensioni, indicando "recensioni generalmente favorevoli".
La seconda stagione della serie ha ricevuto recensioni positive dalla critica. Rotten Tomatoes riporta il 100% delle recensioni professionali positive, con un voto medio di 7,70 su 10 basato su 15 critiche. Il consenso critico del sito web indica: «Unendo abilmente le ansie contemporanee con la bizzarra logica interna, la seconda stagione di The Capture è una geniale esagerazione che tratterrà la vostra attenzione.» Metacritic ha assegnato un punteggio di 70 su 100 basato su 4 recensioni, indicando "recensioni generalmente favorevoli".

## Riconoscimenti
- 2020 – British Academy Television Awards[8]
  - Candidatura al miglior attore a Callum Turner